# Partie de campagne
Partie de campagne is een Franse dramafilm uit 1946 onder regie van Jean Renoir, gebaseerd op een kortverhaal van Guy de Maupassant. De film werd gemaakt in de zomer van 1936, maar ging tien jaar later pas in première, in 1946.

## Verhaal
De Parijse winkeleigenaar Monsieur Dufour maakt met zijn gezin een uitstap op het platteland. Daar ontmoeten ze Henri en Rodolphe. Terwijl Dufour gaat vissen met de verloofde van zijn dochter, trekken zijn vrouw en zijn dochter Henriette eropuit met de twee heren. Zijn vrouw heeft een zorgeloze affaire met Rodolphe en Henriette roeit met Henri naar een afgelegen eiland, waar ze een romance hebben.

## Rolverdeling
| Acteur             | Personage       |
| ------------------ | --------------- |
| Sylvia Bataille    | Henriette       |
| Georges Darnoux    | Henri           |
| Jane Marken        | Madame Dufour   |
| André Gabriello    | Monsieur Dufour |
| Jacques B. Brunius | Rodolphe        |
| Paul Temps         | Anatole         |
| Gabrielle Fontan   | Grootmoeder     |
| Jean Renoir        | Vader Poulain   |
| Marguerite Renoir  | Dienster        |

## Remake
Het vijfde deel van de Argentijnse anthologiefilm La Flor (Mariano Llinás, 2018) is een remake van Partie de campagne.